# Орк (міфологія)
Орк (лат. Orcus) — у римській міфології одне з імен бога підземного світу. Пізніше злився у своїх якостях з Плутоном та Отцем Дітом. Римляни називали Орком не тільки володаря підземного світу, а й входи до підземного царства померлих і весь підземний світ. Орк також був тією частиною образу Плутона, що мучила мертвих у потойбічному світі. Йому приписувалось супроводження мертвих у потойбічний світ (у давньогрецькій міфології цю роль виконував  Харон).
Орк перейшов до римської міфології від етрусків. Знайдені зображення у похованнях етрусків зображують його волосатим гігантом з бородою. Пізніші римські автори також ототожнюють його з богом пекла у галлів.